# Ad hoc
Ad hoc је латински израз који у преводу значи „за ово” или „у ову сврху”. Овај се израз највише користи у праву и дипломатији. У општем смислу аd hoc означава неко решење за неки специфични проблем или задатак који се не генерализује, те који се не сме примењивати у друге сврхе.